# Aeroportul Regional Illawarra
Aeroportul Regional Illawarra (IATA: WOL, ICAO: YWOL) este un aeroport din Noul Wales de Sud, Australia. Aeroportul a fost tranzitat în 2022 de 19.529 de pasageri.
Situat la o altitudine de 10 m, aeroportul dispune de o singură pistă. Este operat de City of Shellharbour⁠(d).